# August Kühnel
August Kühnel (* 3. August 1645 in Delmenhorst; † um 1700) war ein deutscher Komponist und Gambist des Barock.
August Kühnel wurde als Sohn des mecklenburgischen Kammermusikers Samuel Kühnel geboren. Bereits 1661, im Alter von sechzehn Jahren, wurde er nach einer Ausbildung in Güstrow und Studien in Frankreich als Violdigambist in der Hofkapelle des Herzogs Moritz von Sachsen-Zeitz im dortigen Schloss Moritzburg angestellt – eine Position, die er bis 1681 innehatte. Nach dessen Tod ging Kühnel 1682 zu Studien nach England. 1684 hielt sich Kühnel in Dessau auf und ließ in der Schloßkirche einen Sohn taufen. 1686 ernannte ihn Landgräfin Elisabeth Dorothea von Sachsen-Gotha (1640–1709) zum Direktor der Instrumentalmusik am Darmstädter Hof, wo er sich bis 1688 aufhielt. Nach Beschäftigungen in Weimar und Dresden fand er schließlich ab 1695 bis kurz vor seinem Tod um 1700 am Hof des Landgrafen Karl von Hessen-Kassel eine letzte Anstellung.
Kühnels Hauptinstrument war die Viola da Gamba, für welches er auch zahlreiche eigene Kompositionen verfasste. 1698 erschien seine erste Sammlung von Triosonaten für Gamben unter dem Titel 14 Sonate ò Partite ad una o due viole da gamba, con il basso continuo, gedruckt in Kassel. Dieser Druck war der erste Druck deutscher Triosonaten in Deutschland selbst. Kühnels Musik ist geprägt durch französische Einflüsse.